# Ga Suraksan
Ga Suraksan (Tiếng Hàn: 수락산역, Hanja: 水落山驛) là ga đường sắt trên Tàu điện ngầm Seoul tuyến 7 ở Sanggye 1-dong, Nowon-gu, Seoul. Núi Suraksan ở gần đó.

## Lịch sử
- 11 tháng 10 năm 1996: Bắt đầu hoạt động với việc khai trương Ga Jangam ~ Ga Đại học Konkuk trên Tàu điện ngầm Seoul tuyến 7

## Bố trí ga
| Dobongsan ↑     |
| １２ \| ３４ \| |
| ↓ Madeul        |

| １ | ●Tuyến 7 | → Hướng đi Nowon · Sangbong · Văn phòng Gangnam-gu · Dongincheon → |
| ２ | ●Tuyến 7 | → Sân ga không sử dụng                                             |
| ３ | ●Tuyến 7 | ← Hướng đi Dobongsan · Jangam                                      |
| ４ | ●Tuyến 7 | → Kết thúc tại ga này                                              |

## Xung quanh nhà ga
| Lối ra \| 나가는 곳 \| Exit \| 出口 | Lối ra \| 나가는 곳 \| Exit \| 出口 |
| ----------------------------------- | --- |
| 1                                   | Lối vào núi Suraksan (Surakgol) Bãi đậu xe trung chuyển ga Suraksan Trung tâm An toàn Surak 119 Miju · Dongbang · Baekun APT Eunbit 3 APT Surak Parkville APT |
| 2                                   | Far Green APT Daemang Dream Hill APT |
| 3                                   | Bưu điện Sanggye 1-dong Lối vào núi Suraksan (Nowongol) Trường tiểu học Nowon Công viên Garo · Deungsan-ro Surak Hyundai APT Sangye Woobang APT Woorim Lumiart 1·2 APT Công viên Sicheon Sangbyeong Surakhanshin APT Phố Suraksan Design Seoul Seoul Dulle-gil Course 1 |
| 4                                   | Trường tiểu học Noil Trường trung học cơ sở Noil Hyundai 1.2.3.4 APT Sangye Daelim APT Bukbu Hyundai APT |
| 5                                   | Doosan APT Sanggye Sangnoksu APT Hướng Tòa án quận phía Bắc Seoul Hướng Văn phòng Công tố quận Bắc Seoul Thư viện thông tin văn hóa Sanggye |
| 6                                   | Trung tâm cộng đồng Sanggye 1-dong Bưu điện Suraksan Trung tâm an toàn Sanggye 1 Trường tiểu học, trung học cơ sở và trung học Surak Eunbit 1·2 APT Trung tâm phúc lợi cộng đồng phía Bắc City Airport, Logis & Travel, KOREA                                           |